# Boquerón megye
Boquerón   egy megye Paraguayban. A fővárosa Filadelfia.

## Földrajz
Az ország nyugati részén található. Megyeszékhely: Filadelfia

## Települések
Három szervezeti egységre oszlik:
1. Doctor Pedro P. Peña
2. General Eugenio A. Garay
3. Mariscal José Félix Estigarribia